# Gliese 667
Gliese 667 (també coneguda com a GJ 667, Gl 667, 142 G. Scorpii or HR 6426) és un sistema estel·lar triple a la constel·lació de l'Escorpió a 22,1 anys llum del sistema solar. Prop dels tres estels s'hi troba un altre estel de magnitud 12, però no lligat gravitatòriament al sistema. A simple vista s'observa com una única estrella tènue de magnitud aparent +5,89.

## Sistema d'estrelles
Gliese 667 és un sistema triple, on la component C orbita al voltant del parell interior format per A i B.
Les dues components més brillants, Gl 667 A i Gl 667 B, es troben separades per una distància mitjana de 12,6 UA, no obstant presenten una òrbita excèntrica, que les porta fins a proximitats de 5 AU fins a 20 AU. L'òrbita triga 42,15 anys a completa una volta. La distància orbital es trasllada fins a una mitjana d'1,8 ". Gl 667 C orbita més lluny, entre 56 i 215 ua, arribant a una separació angular de 30".

### Gliese 667 A
És la component més brillant, és una nana taronja de tipus espectral K3V la lluminositat correspon al 12% de la lluminositat solar. Té una massa de 0,75 masses solars i un radi equivalent al 76% del radi solar.
La seva metal·licitat, basada en la seva abundància relativa de ferro, és clarament inferior a la del Sol, al voltant del 37% d'aquesta.
Es pensa que pot ser una estrella variable.

### Gliese 667 B
És també una nana taronja encara més tènue que la component A. De tipus espectral K5V, la seva lluminositat correspon al 5% de la del Sol L'òrbita de Gliese 667 A i B és notablement excèntrica (ε = 0,58), amb una separació mitjana de les dues de 12,6 ua, sent el període orbital de 42,15 anys.

### Gliese 667 C (LHS 443)
És una nana vermella de tipus M1.5-2.5V amb una lluminositat que correspon al 0,3% de la lluminositat solar, té un diàmetre equivalent al 38% del solar i una massa aproximada de 0,42 masses solars.
La seva separació respecte al parell AB ha variat des de 8-30,5 segons sexagesimals entre 1889 i 1948, el que equival a una separació real entre 56 i 213 ua.
GJ 2130 A, a 3,5 anys llum, és l'estrella coneguda més propera al sistema Gliese 667.

## Sistema planetari

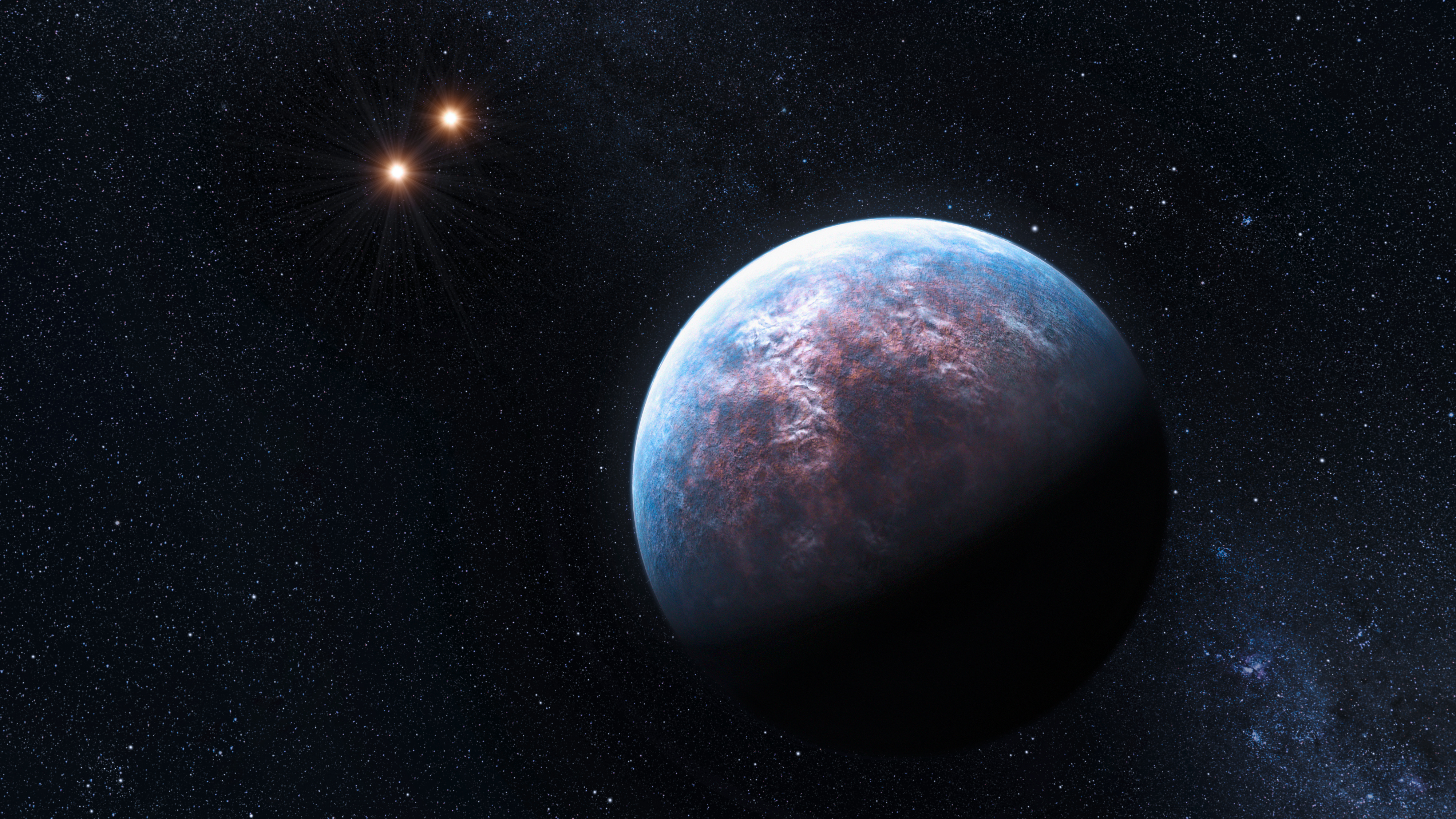
Impressió artística de l'exoplaneta Gliese 667 Cb, amb els sistema binari Gliese A i B al fons.

S'han descobert dos planetes extrasolars orbitant al voltant de Gliese 667 C, els planetes anomenats Gliese 667 Cb (GJ 667 Cb) i Gliese 667 Cc (GJ 667 Cc), amb masses d'almenys 6,0 vegades i 3,9 la de la Terra respectivament, i per tant, són classificats com Súper Terres.

### GJ 667 Cb
Va ser descobert per l'espectògraf d'alta precisió de Xile conegut com a HARPS, el 19 d'octubre de 2009. Es mou a una distància mitjana de 0,05 ua respecte a l'estrella i el seu període orbital és d'aproximadament 7 dies.

### GJ 667 Cc
El seu descobriment va ser anunciat el 2001, i no va ser fins al febrer de 2012 quan els investigadors dirigits per l'Institut Carnegie i la Universitat de Göttingen per a la Ciència el van marcar com un dels millors candidats de posseir aigua líquida i, per tant, de poder albergar vida. El seu període orbital és d'aproximadament un mes a una distància de 0,28 ua.
| Nom           | Nom           | Massa    | Semieix major | Període orbital | Excentricitat orbital | Descoberta |
| ------------- | ------------- | -------- | ------------- | --------------- | --------------------- | ---------- |
| Gliese 667 Cb | Gliese 667 Cb | 0,018 MJ | 0,05 ua       | 7 dies          | 0,18 ± 0,04           | 2009       |
| Gliese 667 Cc | Gliese 667 Cc | 0,012 MJ | 0,28 ua       | 28,1 dies       | <0,27                 | 2001       |